# 창녕 신라 진흥왕 척경비
창녕 신라 진흥왕 척경비(昌寧 新羅 眞興王 拓境碑)는 대한민국 경상남도 창녕군 창녕읍에 있는 신라의 비석이다. 1962년 12월 20일 국보 제33호로 지정되었다.

## 현지 안내문
빛벌가야(지금의 창녕군)를 신라 영토로 편입한 진흥왕이 이곳을 순시하면서 민심을 살핀 후 그 기념으로 세운 비이다. 당시 창녕군은 신라가 서쪽으로 진출하는데 있어 마치 부채살의 꼭지와 같은 중요한 길목이었는데, 진흥왕 16년(555) 신라에 병합되었고, 565년에는 대야주(지금의 합천군)와 합쳐져 비사벌군(比斯伐郡) 또는 비자화군(比自化郡)으로 불리게 되었다.
비는 목마산성 기슭에 있던 것을 1924년 지금의 자리로 옮겨 비각안에 모셔 둔 것으로, 자연석의 앞면을 평평하게 다듬어 비문을 새기고, 그 둘레에 선으로 윤곽을 돌려놓은 모습이다. 다른 순수비와 달리 ‘순수관경(巡狩管境)’이라는 제목이 보이지 않아 척경비(영토 편입을 기념하여 세운 비)라 일컫고 있으나, 임금을 수행한 신하들의 명단이 기록되어 있는 것으로 보아 순수비에 속한다 할 수 있다.
비문은 심하게 닳아 있어 판독하기가 힘든 상태이나, 후반부는 명확히 읽어낼 수 있을 만큼 선명하다. 다른 순수비의 내용을 참고할 때 대략 진흥왕이 빛벌가야를 점령하여 영토를 확장한 사실과 왕의 통치이념, 포부 등이 실려 있었던 것으로 보이는데, 후반부에 당시 왕을 수행하던 신하들의 명단이 직관, 직위, 소속의 순서대로 나열되어 있어 당시 지방행정조직, 신분제 및 사회조직을 파악하는데 많은 도움이 되고 있다.
비를 세운 시기는 대가야가 멸망하기 1년 전인 신라 진흥왕 22년(561)으로, 이 지역을 가야진출의 발판으로 삼고자 한 왕의 정치적인 의도가 엿보인다. 또한 진흥왕 당시의 사실을 기록해 놓아『삼국사기』의 내용을 보완해줌으로써, 이 시대의 역사적 사실을 밝히고 이해하는데 크게 기여하고 있다.

## 같이 보기
- 진흥왕 순수비

## 참고 자료
- 창녕 신라 진흥왕 척경비 - 국가유산청 국가유산포털